# Анджей Косинський
Анджей Косинський Т. І. (пол. Andrzej Kosiński; бл. 1584, Мазовія — вересень 1630, Гродно) — церковний діяч Речі Посполитої, священик-єзуїт, педагог.

## Життєпис
25 вересня 1602 року вступив до Товариства Ісуса на новіціят у Полоцьку. Упродовж 1616—1618 років у період т. зв. «Битенської місії між ченцями св. Василія Великого» разом із о. Шимоном Пруським Т. І. працював над вихованням василіянських ченців у Битенському монастирі. У 1626—1627 роках був настоятелем у Гродно.
Помер у вересні 1630 року.